# 名木田恵子
名木田 恵子（なぎた けいこ、1949年11月28日 - ）は、日本の児童文学作家。

## 人物
東京生まれ。8歳から10歳まで門司で育ち、のち東京落合で育つ。父は新聞記者の名木田一夫（1913年 - 1962年）で、東京日日新聞から毎日新聞整理部長。恵子が小学生の時49歳で死去。母は高校生の時にやはり49歳で死去し、叔父の家に寄宿したため、早く作家として立つことを考えた。東京都立鷺宮高等学校を経て、文化学院文科卒業。高校2年在学中、小学館「女学生の友」新人短編小説賞入選。19歳で「よみがえり、そして夏は…」で作家デビュー。その後文化学院に進み、上笙一郎らに教えを受ける。1976年ころ、結婚。
主な著書に『アイランダー物語』『ふーことユーレイ シリーズ』などがある。学年誌での連載や絵本の原作も手がける。「赤い実はじけた」が、光村出版の小学校国語教科書に掲載されたこともある。
漫画原作者・名木田恵子、水木杏子（みずき きょうこ）、 加津綾子（かず あやこ）、香田あかね（こうだ あかね）の複数ペンネームで活動の時期もある。長らく漫画原作から手を引いていたが、2008年祥伝社の季刊『ロマｘプリ Romantic Princess』創刊号より、18年ぶりに橘花夜作画による少女漫画『ローレライ-LORELEY-』の原作を執筆。
1977年（昭和52年）度、水木杏子名義で原作を担当した『キャンディ・キャンディ』で第1回講談社漫画賞少女部門受賞。
2007年（平成19年）、第31回日本児童文芸家協会賞受賞（『レネット 金色の林檎』金の星社刊）。

## 作品

### 小説
- 『花ものがたり』 1977年 少年少女講談社文庫
- 『小説キャンディ・キャンディ』講談社少年少女文庫（1978年）（水木杏子、のち名木田恵子）

多くのファンの復刊希望投票に応じ、2003年にブッキングより復刊。第3巻はコミックス版の後日談を含むキャンディの書簡集の形でまとめられている。2010年祥伝社　
- 『遠すぎてみえない』集英社文庫コバルトシリーズ 1978年
- 『砂糖細工の舟』集英社文庫コバルト 1979年
- 『夜明け前のさよなら』集英社文庫コバルト 1979年
- 『海におちる雪』集英社文庫コバルト 1980年 デビュー作「よみがえり、そして夏は…」のリライト
- 『薔薇色写真館』集英社文庫コバルト 1981年
- 『イルカ・トイレ』毎日新聞社 1981年
- 『みるく坂をのぼって』日本教文社 1982年
- 『ふしぎの森のこびとたち』集英社文庫コバルト 1982年
- 『はとの灯台』佑学社 1983年
- 『ナイトゲーム』文化出版局 1985年
- 『トライアングル・ウォーズ 三角関係大戦争』1-3 集英社文庫コバルト 1986年 - 1988年
- 『イヴの樹 apple story』集英社文庫コバルト 1986年
- 『ムーンライト・エクスプレス』集英社文庫コバルト 1986年 「百の月」講談社青い鳥文庫
- 『イルカぴあの』集英社文庫コバルト 1986年9月
- 『エッチと怪盗アンパン』（とんでる学園シリーズ）ポプラ社
  - エッチとなぞの怪盗アンパン 1987年
  - 初恋なぞのラブレター事件 1987年
  - ハートどろぼうはなぞの転校生 1988年
  - 怪盗アンパン対名探偵ホームラン 1990年
- 『恋いっぱいのシュークリーム 2年紅組ハート日誌』集英社文庫コバルト 1987年
  - 『夢摘あ・ら・もーど 2年紅組ハート日誌』集英社文庫コバルト 1988年
- 『天国からの手紙』PHP研究所 1987年
- 『鳴ってよ心のオルゴール』講談社 1988年（さわやか学園ラブコメディー）
- 『ふーことユーレイ』（とんでる学園シリーズ、もっととんでる学園シリーズ）（1988年 - 2002年）ポプラ社、のちポプラポケット文庫
  - ユーレイと結婚したってナイショだよ 1988年
  - 星空でユーレイとデート 1989年
  - 恋がたきはおしゃれなユーレイ 1990年
  - ロマンチック城ユーレイ・ツアー 1990年
  - 61時間だけのユーレイなんて? 1991年
  - ユーレイ列車はとまらない 1993年
  - ほん気で好きなら、ユーレイ・テスト 1993年
  - ユーレイに氷のくちづけを 1994年
  - お願い!ユーレイハートをかえないで 1994年
  - ユーレイ通りのスクールバス 1995年
  - 知りあう前からずっと好き 1995年
  - ユーレイのはずせない婚約指輪 1996年
  - ユーレイ・ミラクルへの招待状 2001年（ふーことユーレイシリーズ 13）
  - ユーレイ・ラブソングは永遠に 2001年
- 『風が丘ゆめ番地』講談社青い鳥文庫 1988年
- 『ほんとは好きなのに… 逆転コミックス恋のプレーボール』講談社青い鳥文庫 1988年
- 『13歳の金曜日 ロマンチック・ラブ・コメディ』集英社文庫コバルト 1989年
- 『マッチ箱のゆめ』講談社 1989年（さわやか学園ラブコメディー）
- 『ワルツの夏』PHP研究所 1989年
- 『キュピリちゃんのラブコメ=ファンタジー』講談社
  - ころじかる・むにゅ・ぱっ 1989年
  - 丘の上のオカルト屋敷 1989年／小学館 1997年（ふしぎときめき文庫）
- 『スマイル大さじ3杯』MOE文庫 1989年
- 『イニシアルはS・K』講談社 1989年（さわやか学園ラブコメディー）
- 『虹のマリオネット 千里の初恋メモリー』講談社 1989年（さわやか学園ラブコメディー）
- 『ムーンライト・ドリンクをのみほして』MOE文庫 1989年
- 『空でブランコ』講談社 1989年（さわやか学園ラブコメディー）
- 『サクランボも恋をする』講談社 1989年（さわやか学園ラブコメディー）
- 『もういちど歌って』MOE文庫 1989年
- 『回転木馬の恋人たち』MOE文庫 1989年 - 1990年
- 『Twinsプラス1 ふた子のまわりはなぞでいっぱい』1990年（講談社KK文庫）
  - 『Twinsプラス1 ふた子の愛はテレパシー!?』1991年（講談社KK文庫）
- 『父と母へ・ありがとうを100万回』ポプラ社 1990年（愛と心のシリーズ）
- ネコは恋人?（もっと・とんでる学園シリーズ） ポプラ社
  - 三丁目の恋人はネコ!? 1991年
  - ロマンチックな夜のふしぎなネコ!? 1992年
- 『時計屋のルルゥ ときを旅する女の子』PHP研究所 1991年
- 『海時間のマリン』講談社 1992年
- 『むしばぼくじょう』講談社 1992年（どうわがいっぱい）
- 『とんちゃんの1/3』PHP研究所 1993年
- 『おばあちゃんからのありがとう』ポプラ社 1995年（ぴかぴか童話）
- 『まったく、なんて参観日!』PHP研究所 1996年
- 『妖怪学校の出席番号6番』1996年（もっととんでる学園シリーズ）
- 『北校舎の開かずのとびら』小学館 1997年（ふしぎときめき文庫）
- 『のろいの言葉は西校舎から』小学館 1997年（ふしぎときめき文庫）
- 『ドロロンがいこちゃん』PHP研究所 1998年（とっておきのどうわ）
- 『赤い実はじけた』PHP研究所 1999年 ※表題作初出：光村図書（教科書） 1992年（6年上巻／平成4年度版・平成8年度版 [4]、 書き下ろし）
  - 『赤い実たちのラブソング』PHP研究所　2011
- 『星のかけら』pt1-3　講談社青い鳥文庫 2000年 - 2001年
- 『天使のはしご』1-5 講談社青い鳥文庫 2002年 - 2003年
- 『air だれも知らない5日間』金の星社 2003年　のち講談社青い鳥文庫 2011
- ヴァンパイア・ラブストーリー ポプラ社
  1. バラのしるしは愛の言葉 2003年
  2. 恋の予感はバラの香り 2003年
  3. 愛をさがしてバラの迷路 2004年
  4. バラの耳かざりは恋のきらめき 2005年
- 『コップのなかの夕空』1-3 講談社青い鳥文庫 2004年 - 2005年
- 『バレリーナ事件簿』岩崎書店（フォア文庫）
  - 白鳥の湖の謎 2006年
  - 眠れる森の歌姫 2006年
  - 精霊たちの花占い 2007年
  - 身代わり人形のラブソング 2007年
  - ガラスのトゥシューズ 2008年
- 『レネット 金色の林檎』金の星社 2006年 のち講談社青い鳥文庫　第31回日本児童文芸家協会賞受賞作
- 『バースディクラブ』第1-6話 講談社青い鳥文庫 2006年 - 2009年
- 『トラム、光をまき散らしながら』ポプラ社　2009
- 『魔法のフライパン』(ことり文庫) かわかみたかこ 絵. 講談社, 2012
  - 『ドラゴンとふたりのお姫さま』 (ことり文庫) かわかみたかこ 絵. 講談社, 2014
  - 『フライ姫、どこにもない島へ』 (ことり文庫) かわかみたかこ 絵. 講談社, 2014
- 『百人一首 百の恋は一つの宇宙…永遠にきらめいて』(ストーリーで楽しむ日本の古典）二星天 絵. 岩崎書店, 2012
- 『空のしっぽ』こみねゆら え. 佼成出版社, 2012
- 『ラ・プッツン・エル 6階の引きこもり姫』講談社, 2013
- 『月の貝』こみねゆら 絵. 佼成出版社, 2013
- 『メリンダハウスは魔法がいっぱい』 (ともだちがいるよ!）サクマメイ 絵. WAVE出版, 2014
- 『友恋×12歳 ホントの気持ち』 (講談社青い鳥文庫）山田デイジー 絵. 2015
- 『初恋×12歳 赤い実はじけた』 (講談社青い鳥文庫）山田デイジー 絵. 2015
- 『ドラキュラの町で、二人は』 (講談社青い鳥文庫）山田デイジー 絵. 2017
- 『風夢緋伝』 (TEENS'ENTERTAINMENT）ポプラ社, 2017
- 『青影神話』 (TEENS'ENTERTAINMENT）ポプラ社, 2018
- 『窓をあけて、私の詩をきいて』出版ワークス, 2018.12

### 絵本
- 「たのしい幼稚園」のおひめさま絵本4 にんぎょひめ（1972年） 高橋真琴との共著
- きしゃでんしゃ 講談社 1975年（ディズニー幼児えほん 1）
- ねむたいキリン 日本教文社（1979年） 絵本作家・中村景児との共著
- モンモンクはやさしい 日本教文社（1979年） 絵本作家・おぼまこととの共著
- キャンディと白い子馬 ポプラ社（1992年） 漫画版作画者・いがらしゆみことの共著
- おげんきですか？ おはなしワンダー / 世界文化社（1994年）絵本作家・島田コージとの共著
- シャンプー王子 シリーズ（2004年 - 2006年） 岩崎書店 おはなし・ひろば　漫画家・くぼたまこととの共著
  - シャンプー王子のぼうけん 2004年
  - シャンプー王子ときたないことば 2005年
  - シャンプー王子と大あくとう 2006年
  - 2007年10月よりテレビ埼玉・キッズステーションにてアニメシリーズ放映（製作：シャボンプロジェクト）

### 翻訳・リライト
- ドン・キホーテ / セルバンテス 集英社 1974年（母と子の名作童話）
- シベリアの少女 / メストル 集英社 1975年（マーガレット文庫）
- アルプスの少女 スピリ 少年少女世界名作全集 主婦の友社 1977年

### 漫画原作
水木杏子名義
- キャンディ・キャンディ[5]（1975年 - 1979年） 作画・いがらしゆみこ

この作品は、作画者による原著作者及び商標権保持者（東映アニメーション）の権利を侵害したキャラクタービジネスを巡って裁判となった。

- プルミエ・ミュゲ（1979年 - 1981年） 作画・英洋子
- サンデイズチャイルド（1980年 - 1981年） 作画・布浦翼
- きらら星の大予言（1980年） 作画・あさぎり夕
- ティム♡ティム♡サーカス（1981年 - 1982年） 作画・いがらしゆみこ
- タイニー・マーメイド（1982年） 作画・冬元ゆう
- 夢みてBOMパッ（1986年 - 1987年） 作画・みすとかすみ
- ローレライ-LORELEY-（2008年） 作画・橘花夜

名木田恵子名義
- 世界のティーンシリーズ（1970年） 作画・神奈幸子、青池保子、大和和紀、杉本啓子（読み切り連作）
- グリーンヒル物語（1970年 - 1971年） 作画・青池保子（ソーントン・ワイルダー作「わが町」の翻案）
- ビビアンヌの王子さま 講談社（1974年）　作画・沢美智子
- うたえ!ポピーちゃん（1974年 - 1975年） 作画・原ちえこ（ポピー(現：バンダイ)の玩具「スター人形 ポピーちゃん」タイアップ漫画）
- エトルリアの剣 講談社（1975年） 作画・文月今日子
- ミリアム・ブルーの湖 青池保子 秋田書店プリンセスコミックス 1975年
- 白夜のナイチンゲール 講談社（1976年 - 1977年） 作画・志摩ようこ
- サニーあなたの番よ! / 佐藤まり子 1978年（講談社コミックスなかよし）
- 100年のライラ（1990年） 作画・美村あきの

加津綾子名義
- ロリアンの青い空（1974年 - 1975年） 作画・志摩ようこ（講談社文庫版は名木田恵子名義）
- あいLOVEポピーちゃん（1975年 - 1976年） 作画・峡塚のん（『うたえ!ポピーちゃん』に続く「ポピーちゃん」タイアップ漫画）

香田あかね名義
- 星への階段（1975年） 作画・まつざきあけみ

### 作詞
キャンディ♡キャンディ
- キャンディ・キャンディ（作曲：渡辺岳夫、編曲：松山祐士、歌：堀江美都子withザ・チャープス） - オープニングテーマ
- あしたがすき（作曲：渡辺岳夫、編曲：松山祐士、歌：堀江美都子withザ・チャープス） - エンディングテーマ

知りあう前からずっと好き（「ふーことユーレイ」イメージ・アルバム）
- 知りあう前からずっと好き（作・編曲：岡田徹、歌：石田よう子）
- しずくはあなたのサイン（作・編曲：岡田徹、歌：堀江美都子）

シャンプー王子
- シャンプー王子の冒険（作曲：影山ヒロノブ、編曲：渡辺美佳、谷本貴義、歌：Ikuko） - オープニングテーマ
- シャンプー王子の子守唄（作曲：影山ヒロノブ、編曲：渡辺美佳、谷本貴義、歌：宮内マユ） - エンディングテーマ

星座もの
- 尋ね人/ふたご座（作曲：佐瀬寿一、歌：恵ルオ）
- 雨の水族館/みずがめ座（作曲：岩沢幸矢、歌：恵ルオ）
- しゃぼんだまラブ/うお座（作曲：小泉まさみ、歌：恵ルオ、スキャット：川島和子）

その他
- 噂知ってるわ（作曲・歌：横山みゆき）
- 北九州市立門司中央小学校校歌（作曲：山本純ノ介）[6]

### 詩集
- 還る（1969年） 私家版
- 思い出は歌わない サンリオ（1974年）
- お誕生日に（1975年） 絵本作家・さのようこ（佐野洋子）との共著
- アマンダの日曜日 サンリオ（1976年） 写真家・西川治との共著
- なかよしデラックスアルバム キャンディ・キャンディ イラスト集（1977年） 漫画版作画者・いがらしゆみことの共著
- シュガーボールの冒険（1977年） 写真家・西川治との共著
- 妖精たちの声がきこえる 西川治 サンリオ 1978年2月
- フィフティ（2004年） 私家版

### エッセイ
- もういちど歌って 毎日新聞社（1978年）
- 名木田恵子ひとり旅 毎日新聞社（1980年）
- 涙がはじまる前に “悲しみ色”のあなたへ PHP研究所 1982年4月
- アンの島・風だより 講談社（1993年） テリー神川 との共著
- アイランダー物語 アンの島の人々（1997年）中公文庫